# Panteras Negras
Panteras Negras est un groupe chilien de hip-hop, originaire de Santiago. Il est considéré par la presse spécialisée comme l'un des groupes phares du hip-hop chilien,,,,,. Le groupe se forme en 1988 par les MC Eduardo « LB-1 » ou « Lalo » Meneses, Daniel « Chino Mákina » Fernández, Sergio « Duro » Fernández, Antonio « Juez » Palacios, Cristian « Pita » Sánchez et Ronny « DJ Rata » Salazar. En 2024, il se compose de LB-1, Chino Mákina, Juez, et DJ Rata.

## Histoire

### Débuts et années 1990
Le groupe trouve son origine dans le peuple huamachuco (né en 1969 d'une saisie de terres appelée Primero de Mayo) de la commune de Renca, dans la partie nord de la ville de Santiago du Chili. En pleine dictature militaire et malgré les restrictions importantes imposées aux médias, certains exemples de la culture hip-hop sont diffusés à la télévision à l'époque. Ainsi, des émissions comme Magnetoscopio Musical montrent le moonwalk de Michael Jackson, le hip-hop et le breakdance, qui allaient constituer la porte d'entrée à la culture pour les membres du groupe. D'autres médias télévisés de l'époque ont eu une influence sur la formation du groupe : la présentation des b-boys Mr. Wiggles et Pop Master Fabel en 1984 dans l'émission Sábado gigante sous leurs noms de famille Pabón et Clemente et, plus tard, la diffusion sur la télévision libre de films américains comme Beat Street.
Après le tournage du documentaire Estrellas en la esquina, Lalo, Pita, Kalkin et Gudy s'intéressent au rap, s'influençant en écoutant et en partageant de la musique sur cassette. C'est Gudy qui aurait proposé de baptiser le groupe en formation Panteras Negras,. Une première démo jette les bases au premier album cassette de Panteras Negras, Lejos del centro, sur le label Liberación de Galvarino Zenteno, militant du PCC et propriétaire d'une casétéria sur la Gran Avenida José Miguel Carrera. Il aurait obtenu pour le groupe un studio sur la Calle Luis de Valdivia dans le Barrio Lastarria, et l'enregistrement est achevé en une seule journée. Il est bien accueilli par la presse.
Panteras Negras a l'occasion de jouer au concert El sonido de los suburbios, organisé par le label Alerce et Sony Music Entertainment dans la « cour » centrale du Stade national et retransmis par la chaîne Chilevisión. L'un des morceaux de l'album Reyes de la Jungla, Guerra en las calles, dont les paroles critiquent vivement la police, incite les Carabiniers du Chili et le Conseil de sécurité nationale chilien à intenter une action en justice contre Lalo pour calomnie et diffamation, ainsi qu'à lancer un mandat d'arrêt jusqu'au prononcé de la sentence. Lalo contacte la CODEPU (Corporación de Promoción y Defensa de los Derechos del Pueblo) qui désigne Hugo Gutiérrez comme son avocat. Après avoir déposé un recours devant la justice, et après des mois de harcèlement policier, la Cour d'appel de Santiago statue en faveur du groupe et les accusations sont acquittées dans leur intégralité, malgré l'autoritarisme continue de la police qui conduit à l'interruption ou à la suspension des concerts.
Après qu'Alerce cède la licence de La Ruleta au label Oihuka, Panteras Negras a la possibilité de se produire en concert au Pays basque, en Espagne. Grâce aux efforts d'un ancien producteur d'Alerce, Carlos Necochea, ils obtient une grande partie du financement pour le voyage après avoir composé un rap pour la candidature présidentielle de Ricardo Lagos contre Joaquín Lavín. Une fois au Pays basque, le label Oihuka demande du nouveau matériel, et en combinant de nouvelles compositions avec des reprises d'anciens morceaux, l'album Hip-hop combatiendo est publié, avec la collaboration de Jean Phocas au mixage (qui a également contribué à La Polla Records dans ce rôle) et Lalo se présente comme LB-1. L'album est décrit comme étant dur et brut dans sa musique et ses paroles, avec une forte critique de la religion, de la politique professionnelle et du capitalisme. Il comprend également des collaborations avec La Polla Records et Manu Chao, et l'album est présenté au Chili le 4 novembre 2000 à Santiago Centro.

### Depuis les années 2000
L'expérience en Europe donne aux Panteras Negras des outils pour l'organisation de communautés hip-hop et de centres culturels avec le soutien financier de l'État au Chili, comme les ateliers municipaux entre 2002 et 2004. Cela permet à Lalo de gagner un Fondart avec Sex Manolex pour mettre en œuvre l'atelier Encuentro de la Calle. En 2003, Panteras Negras forme le label discographique indépendant La Calle Records.
En 2011, les membres de Panteras Negras sont invités à faire la première partie de Public Enemy le 24 juillet de la même année, aux côtés de représentants nationaux du hip-hop tels que Tiro de Gracia, Legua York et De Killtro. Le groupe retrouve LB-1, Chino Mákina, DJ Rata dans le line-up principal, et le fils de Lalo, Malcolm Meneses, aux rythmes et à la programmation. En 2011, Lalo et Chino Mákina sont invités à faire la première partie de Panteras Negras. Dans le cadre de l'examen de la trajectoire du groupe jusqu'au moment de son regroupement, Lalo lance le livre autobiographique Reyes de la Jungla. Historia visual de Panteras Negras, publié par la maison d'édition Ocho Libros.

## Discographie

### Albums studio
- 1990 : Lejos del centro
- 1993 : Reyes de la jungla
- 1996 : Atacandocalle
- 1997 : La ruleta
- 1999 : Hip-Hop combatiendo
- 2012 : Prodigios

### Autres
- 1993 : El sonido de los suburbios
- 1993 : Con el corazón aquí
- 1994 : El verdadero rock chileno
- 2003 : Vanguardia de la calle